# Inga sessilis
Inga sessilis  é uma espécie vegetal da família Fabaceae. Árvore de porte pequeno que diferentemente das outras de seu gênero, ela é encontrada em solos de pouca umidade do Brasil.
Segundo a IUCN é encontrada na Argentina e no Brasil.
Já para o CEP (Centro de Estudos e de Pesquisas) a Inga sessilis é conhecida como Ingá de linhares com altura de 22 metros até o topo da copa, com fuste (tronco) de 5 metros de altura sendo cilíndrico e torto, e CAP de 60 cm, com diâmetro da copa de 11 metros, com casca áspera, com botão verde claro e flor branca de 4 cm de diâmetro, com exsudação de seiva incolor, e encontrada no Rio Grande do Sul, Santa Catarina, Paraná, São Paulo, Rio de Janeiro, Minas Gerais, Espírito Santo e na Bahia, sendo encontrado a 1900 metros de altitude no maciço do Itatiaia, no Estado do Rio de Janeiro.
Para Schott é encontrada no Rio de Janeiro.
Para a Embrapa os nomes populares são:
- angá em São Paulo;

- ingá em Minas Gerais, Rio Grande do Sul, em São Paulo e no Paraná;

- ingá-açu-amarelo na Bahia;

- ingá-arqueado em São Paulo;

- ingá-carneiro no Paraná;

- ingá-de-macaco no Paraná, em Santa Cararina e no Rio Grande do Sul;

- ingá-graúdo no Paraná;

- ingá-peludo em Santa Catarina;

- ingá-veludogrande em Santa Catarina;

- ingazeiro em São Paulo.

## Coleções
- Herbário do Jardim Botânico de Nova Iorque
número= 227770
data= 14/11/1996
coleta= Itapetinga - BA

- Herbário da Reserva Natural Vale do Rio Doce
números= 1063; 4722; 8313; 8957; 10631; 11697
data= 1983 - 2008
coleta= Linhares e Aracruz - ES

- Herbário do CEP
número= A00223
data= 30/04/2000
coleta= Linhares - ES

## Identificadores
- Biodiversity Heritage Library NamebankID: 2865171
- Catalogue of Life Accepted Name Code: ILD-26343
- CEP ID: A00223
- Global Biodiversity Information Facility Taxonkey: 000045 GBIF45336939
- Globally Unique Identifier: urn:lsid:ipni.org:names: 8188
- GRIN Nomen Number: 416878
- International Plant Names Index (IPNI) ID: 128540-2
- IUCN ID: 38294
- MoBot NameID:
- Zipcode Zoo Species Identifier: 430058